# 杉山粛
杉山 粛（すぎやま まさし、1936年（昭和11年）8月25日 - 2007年（平成19年）5月31日）は、日本の政治家。むつ市長、青森県議会議員、むつ市議会議員。

## 略歴
青森県むつ市（旧大湊町）出身。父親は社会党県議から初代むつ市長になった杉山勝雄。青森県立田名部高等学校を経て、中央大学法学部卒業。
むつ市議会議員を2期経て、1973年に菊池渙治のむつ市長選出馬に伴う補欠選挙で当選して青森県議4期。1985年にむつ市長選に出馬して菊池を破って初当選。その後も6期目まで再選し続けた。
6期目途中の2007年5月31日に慢性腎不全のため死去。享年70。同年1月には前立腺癌の手術を受けたが、術後は良好で、仕事にも復帰していた矢先での逝去であった。

## 人物
2005年には、国内初の使用済み核燃料中間貯蔵施設の誘致をし、財政再建に取り組んだ。青森県内では最多選の現職市長として、県政界に存在感を示しており、むつ下北のリーダー的存在であった。